# Chionea lutescens
Chionea lutescens är en tvåvingeart som beskrevs av Carl August Lundström 1907. Chionea lutescens ingår i släktet Chionea och familjen småharkrankar. Arten är reproducerande i Sverige.

## Underarter
Arten delas in i följande underarter:
- C. l. lutescens
- C. l. stelviana